# Soirée mondaine
Ne doit pas être confondu avec Une soirée mondaine.
Pour plus de détails, voir Fiche technique et Distribution.
Soirée mondaine est un film français réalisé par Pierre Colombier, sorti en 1924.

## Fiche technique
- Titre : Soirée mondaine
- Réalisation : Pierre Colombier
- Scénario : Pierre Colombier
- Directeur de la photographie : Georges Lucas
- Production : Gaumont
- Distribution : Comptoir Ciné-Location Gaumont
- Métrage : 900 mètres (1924), 1320 mètres (version 1925)
- Pays de production :  France
- Format :  Noir et blanc - 1,33:1 - 35 mm - Muet
- Genre : Comédie
- Date de sortie : 
  - France : 8 février 1924, reprise France : 1925 (en version plus longue)[réf. souhaitée]

## Distribution
- Pierrette Caillol : Annette
- André Luguet : Gaetan de Bernières
- Paulette Ray : la comtesse de Bernières
- Michel Floresco : Jules
- Henri-Amédée Charpentier : le commissaire
- Madame Debrières : Madame de la Michodière
- Suzanne Delmas
- Jean Magnard : l'apache